# Grand Prix de Tennis de Lyon 2004
Grand Prix de Tennis de Lyon 2004 — тенісний турнір, що проходив на кортах з твердим покриттям у місті Ліон, Франція з 4 жовтня . Належав до категорії International Series, був турніром серії Open Sud de France 2004 року.

## Фінальна частина

### Одиночний розряд
Робін Содерлінг —  Ксав'є Малісс 6–2, 3–6, 6–4

### Парний розряд
Джонатан Ерліх /  Енді Рам —  Йонас Бйоркман /  Радек Штепанек 7–6(7–2), 6–2